# علي المراني
علي المراني ( -2004) ضابط يمني في قوات الحرس الجمهوري اليمني، قام عام 2004م بمحاولة اغتيال أحمد علي عبد الله صالح، نجل الرئيس اليمني السابق وقائد الحرس الجموري، أطلق المراني ثماني رصاصات على أحمد علي لدى محاولته نزع البزة العسكرية عن الجاني في معسكر السواد جنوب العاصمة صنعاء، ورد الحراس بإطلاق النار على المراني فأردوه قتيلاً. ونقل احمد علي إلى مدينة الحسين الطبية، في الأردن لتلقي العلاج لكن الحكومة اليمنية نفت ذلك .